# Helenor Hay
Helenor Hay, grevinna av Linlithgow, född 1552, död 1627, var en skotsk adelskvinna och hovfunktionär. Hon var guvernant till kung Jakob IV av Skottlands döttrar från 1596. 
Hon var dotter till Andrew Hay, 8:e earl av Erroll, och lady Jean Hay. Hon gifte sig 1584 med Alexander Livingstone, 1:e earl av Linlithgow. 
Hon och hennes make var ståthållare för Linlithgow Palace. Från 1596 var hon ansvarig för prinsessornas hushåll på Linlithgow. Hon hade ett gott förhållande till drottningen, som inte upplevde samma hinder att träffa sina söner som sina döttrar. Hon och hennes make var kända katoliker, och hotades flera gånger av bannlysning av den skotska kyrkan, något som förhindrades tack vare kungens beskydd.